# Aurora-Adela Geamănu
Aurora-Adela Geamănu (n.  ?) este un deputat român, ales în 2024 din partea PSD. 